# Невес, Габриэль
Габриэль Невес Пердомо (исп. Gabriel Neves Perdomo; родился 11 августа 1997 года, Мальдонадо) — уругвайский футболист, полузащитник клуба «Эстудиантес». Выступал за сборную Уругвая.

## Биография
Невес — воспитанник столичного клуба «Насьональ». 3 февраля 2018 года в матче против «Монтевидео Сити Торке» он дебютировал в уругвайской Примере. 24 марта 2019 года в поединке против «Пласа Колония» Габриэль забил свой первый гол за «Насьональ». В том же году он помог команде выиграть чемпионат и завоевать Суперкубок Уругвая.
В сентябре 2021 года перешёл в бразильский «Сан-Паулу».
13 ноября 2020 года в отборочном матче чемпионата мира 2022 против сборной Колумбии Невес дебютировал за сборную Уругвая.

## Достижения
- Чемпион Уругвая (2): 2019, 2020
- Обладатель Суперкубка Уругвая (2): 2019, 2021